# 모리타 기이치
모리타 기이치(일본어: 森田 紀一, 영어: Kiiti Morita, 1915~1995)는 일본의 수학자이다. 추상대수학과 일반위상수학에 공헌하였고, 모리타 동치와 모리타 정리를 증명하였다.

## 생애
1915년 2월 11일 일본 하마마쓰시에서 태어났다. 1936년에 도쿄 사범 학교(일본어: 東京師範学校, 현 쓰쿠바 대학)를 졸업하였다. 1950년에 오사카 대학에서 위상수학에 대한 논문으로 박사 학위를 수여받았다.
1949년에 도쿄 사범 학교는 도쿄 교육 대학(일본어: 東京教育大学)이 되었고, 모리타는 1951년에 도쿄 교육 대학 교수가 되었다. 1973년에 도쿄 교육 대학은 쓰쿠바시로 이전하여 쓰쿠바 대학이 되었다. 같은 해에 모리타는 도쿄 교육 대학에서 은퇴하였고, 조치 대학 교수가 되었다.
1995년 8월 4일 도쿄에서 사망하였다.

## 저서
- 森田 紀一 (1950). 《次元論》. 現代数学叢書 (일본어). 岩波書店.
- 森田 紀一 (1981년 11월 24일). 《位相空間論》. 岩波全書 (일본어) 331. 岩波書店. ISBN 4-00-021022-X. 2016년 3월 14일에 원본 문서에서 보존된 문서. 2016년 3월 14일에 확인함.

## 참고 문헌
- Arhangel’skii, A. V.; Goodearl, K. R.; Huisgen-Zimmermann, B. (1997년 6월). “Kiiti Morita 1915–1955” (PDF). 《Notices of the American Mathematical Society》 (영어). 680–684쪽.
- Hoshina, T.; Nagata, J.; Okuyama, A.; Watanabe, T. (1998년 1월 23일). “Kiiti Morita 1915–1995”. 《Topology and its Applications》 (영어). 3–14쪽. doi:10.1016/S0166-8641(97)00040-0.